# Годоберинська мова
Годоберинська мова (самоназва: Гъибдилълъи мицци) — мова годоберинців, зосереджена в селах Годобері та Зібірхалі Ботліхського району Дагестану.
За даними перепису населення Росії 2002 року число мовців становило 3 тисяч в Годобері, 103 в Зібірхалі і ще близько тисячі в інших поселеннях.
Мова ділиться на годоберинську та зібірхалинську говірку, що відрізняються насамперед в фонетиці: год. «кьибуда» і зіб. «кьибу иде» — «зтанцював», год. «бахъи» і зіб. «бахъин» — «ламати».
Мова є безписемною. Аварська та російська мови використовуються як літературні.
Мова занесена до «Червоної книги мов».

## Писемність
| Аа   | Ãã   | Бб   | Вв   | Гг   | ГІгІ | Гьгь | Гъгъ |
| Дд   | Ее   | Жж   | Зз   | Ии   | И̃и̃   | Йй   | Кк   |
| КIкI | Кькь | Къкъ | Лл   | ЛIлI | Лълъ | Мм   | Нн   |
| Оо   | Пп   | Рр   | Сс   | Тт   | ТIтI | Уу   | У̃у̃   |
| Фф   | Хх   | ХIхI | Хьхь | Хъхъ | Чч   | ЧІчІ | Шш   |
| Щщ   | Ъъ   | Ээ   | Юю   | Яя   |      |      |      |